# 大内弘世
大内 弘世（おおうち ひろよ）は、南北朝時代の武将、守護大名。周防・長門・石見守護。多々良姓大内氏の第9代当主。大内弘幸の子。義弘、満弘、盛見、弘茂らの父。

## 生涯
大内氏は北朝を支持する室町幕府に従うが、幕府内の対立から観応の擾乱と呼ばれる内乱が勃発。足利尊氏が弟の足利直義に対抗するために南朝に降伏して正平一統となる。大内氏は南朝との和睦が取り消されても直義と養子の足利直冬に属し、弘世は南朝の武将として満良親王を奉じて勢力を拡大。正平5年/観応元年（1350年）、弘世は父の弘幸と共に幕府方の周防守護職である鷲頭氏討伐に乗り出し、東大寺領吉敷郡椹野荘に乱入、南朝に帰順の意志を示した。翌年の7月に南朝に帰順。弘世は南朝から周防守護職に任じられ、宿願を果たした。

### 大内氏一族の統率
父は鷲頭氏討伐を成し得ぬまま正平7年/観応3年（1352年）に死去する。家督を継いだ弘世は周防平定を急ぎ、正平7年/観応3年（1352年）2月19・20日、都濃郡鷲頭荘白坂山において鷲頭長弘、内藤藤時と戦い、つづく閏2月17日には高志垣、閏2月19日、3月27・28日には熊毛郡新屋河内真尾、4月9日から29日には都濃郡鷲頭荘白坂山、さらに8月3日にも鷲頭長弘らと戦闘に及ぶ。その結果、正平8年/文和2年（1353年）にまでには鷲頭氏と講和して鷲頭一派を傘下に収めた。
大内弘世が周防平定を急いだ背景として、正平7年/観応3年改め文和元年（1352年）に足利直冬が大宰府で一色範氏に敗れて長門国に撤退したこと、その一色範氏も南朝方の菊地氏には敗れ、長門守護であった厚東氏は一色範氏を支援する守護（当主）厚東義武と足利直冬を支援する一族の厚東武藤に分裂しており、大内氏を取り巻く状況が急変したことがあったと考えられる。

### 長門国の掌握
正平10年/文和4年（1355年）頃から長門に進出。長門守護であった厚東氏との戦いに突入する。厚東義武は抵抗するも遂には正平13年/延文3年（1358年）正月、霜降城は落城、6月には長府を陥落させて長門国を平定した。その後も厚東義武の抵抗が続いたものの、正平14年/延文4年（1359年）12月26日厚東氏最後の拠点であった豊浦郡四王寺城を攻略。義武方の武将、厚東某、富永又三郎を斬った。
四王寺城が落城したため義武は長門を捨て、故地である豊前企救郡に逃亡した。
正平13年/延文3年(1358年)6月23日、弘世は長門守護職にも任じられ、大内氏が防長両国の守護となった。
厚東義武は長門復帰を目指すが、復帰には至らなかった。
長門国の一宮である住吉神社と二宮である忌宮神社は大内氏が攻め込むと直ちに内応した。
弘世も社領を保護するとともに、長門の国内安定後には直ちに両社の再建に乗り出し、一宮は建徳元年/応安3年（1370年）3月11日に遷宮式が執行、二宮は正平22年/貞治6年（1367年）に社殿の再建を完了させている。
だが、弘世が盟主と頼んだ足利直冬は上洛を目指すべく本拠を石見国に移し、次第に両者の関係は希薄化していった。

### 室町幕府へ帰順
その後、2代将軍足利義詮は斯波高経の献策により、防長両国の守護職を認めることを条件として弘世に北朝への復帰を促し、正平17年/貞治元年（1363年）9月に弘世は足利直冬と南朝に見切りをつけて北朝に帰順した。
正平18年/貞治2年（1363年）12月13日、北朝方として豊前柳城を攻める。
正平19年/貞治3年（1364年）2月、南朝方菊池氏の出城であった豊前馬ヶ嶽城に出兵する。しかし名和顕長、名和長生、菊池武勝、厚東駿河守の連合軍に敗れて香春岳に退却した。香春岳で包囲された弘世は名和長生を仲介に誓書を送り和睦、帰国した。
正平21年/貞治5年（1366年）、足利義詮に拝謁のため上洛。その際将軍家近臣に多くの黄金と布帛を賄賂として贈り大いに名声を得たという。また同年、足利直冬率いる石見の南朝勢力を駆逐した戦功により石見守護にも任じられる。
正平21年/貞治5年（1366年）には剃髪し、道階と号する。
正平21年/貞治5年（1366年）7月、石見に出兵し、7月13日に青龍寺城を攻める。石見国の国人領主、益田兼見と協力し石見国を平定した後、安芸国に進入。安芸国の諸城を降しながら、正平23年/貞治7年（1368年）に帰国した。
ところが、北朝・室町幕府への帰服を一時的なものと捉える弘世と室町幕府の安定化をみてその体制下での生き残りを図ろうとする嫡男・義弘の間で対立が生じるようになる。
建徳2年/応安4年（1371年）からは九州探題となっていた今川貞世を支援して九州に進出。大宰府攻略や南朝勢力の攻略に戦功を挙げたが、翌年8月には帰国してしまう。
その後、文中3年/応安7年（1374年）7月に安芸国人毛利元春を攻め、天授2年/永和2年（1376年）4月にも再度侵攻した、これは元春が今川貞世の命を受けて九州に出陣中の事件であった。これを知った3代将軍足利義満や管領細川頼之から咎められて石見守護職を剥奪されたため、撤兵した。三条公忠の日記 後愚昧記によると、天授2年/永和2年（1376年）閏7月14日、弘世は守護職剥奪の件について武家（足利義満）を恨み南朝に降参する企てがあると京都で噂になり、管領細川頼之が在京する弘世の代官に、周防長門両国守護職については子細に及ばない理由を諭したとの記事が見える。
ところが、天授5年/康暦元年（1379年）になって、弘世と異なって今川貞世の傘下として各地を転戦していた義弘に石見守護職が与えられ、弘世と義弘の力関係が逆転することになる。
天授6年/康暦2年（1380年）に弘世は死去しているが、その没日は11月15日（一説には10月15日）で嫡男・義弘と弟である満弘が家督を巡って内戦（康暦内戦）をしている中の死であった。しかも、当時の大内氏は義弘が実権を握りつつあったにもかかわらず、鷲頭氏をはじめ多くの重臣が満弘陣営に参加している。そして、内戦中最大の激戦は安芸・石見方面での満弘本隊との戦いではなく、別働隊が籠る長府の下山城の攻防戦（同年10月5日陥落）であった。藤井崇はこの経緯から、この戦いを義弘と満弘の戦いではなく、義弘と彼を廃して満弘を後継者にしようとした弘世の戦いとし、下山城の籠城に弘世が関与している可能性や弘世の死に義弘が関与している可能性があるとしている。

### 本拠地を山口へ移す
弘世は正平15年/延文5年（1360年）に本拠を大内館から山口（現在の山口市大殿地区）へ移転。京都に倣った都市計画に基づく市街整備を行い、後の大内文化に繋がる基礎を築いた。また、京から迎えた姫君を慰めようと、一の坂川を京都の鴨川に見立てて、宇治のゲンジボタルを取り寄せ、放したと伝えられている。しかし、近年の考古学的調査によれば、山口の都市化は少なくとも弘世期までは遡ることはなく、いまだに大内（現在の山口市大内御堀地区）が本拠地だったと考えられる。

## 偏諱を与えた人物
- 吉見弘信（吉見氏）